# حبشيات
الحبشيات (الاسم العلمي: Meleagridinae)، فُصيلة طيور من فصيلة التدرجية. موطنها الأصلي في القارة الأمريكية الشمالية، ومنها نُقلت إلى جميع أنحاء العالم ودُجَّنت، وتشمل الديك الحبشي وأقاربه المنقرضين.

## التصنيفيات
- جنس دجاج رومي
  - ديك رومي بري Meleagris gallopavo
    - دجاج رومي مستأنس

  - ديك رومي ذو عيينات Meleagris ocellata
  - ديك رومي كاليفورني Meleagris californica †[1][2]
  - Meleagris crassipes †[3]
- Genus Proagriocharis †
  - Proagriocharis kimballensis †[4][5]
- Genus Rhegminornis †
  - Rhegminornis calobates †[6][7][8]

## الحواش
1. ↑  Note: extinct species, late العصر الحديث الأقرب and early العصر الهولوسيني.
2. ↑  California Department of Fish and Game. Wild Turkey Guide 2005 نسخة محفوظة 2008-10-27 على موقع واي باك مشين..
3. ↑  Note: extinct species, late العصر الحديث الأقرب.
4. ↑  Note: extinct species, late العصر الميوسيني and early العصر البليوسيني.
5. ↑  Larry D. Martin; James Tate, Jr. (1970). "A new turkey from the Pliocene of Nebraska"
6. ↑  Note: extinct species, early العصر الميوسيني.
7. ↑  Storrs L. Olson; John Farrand, Jr. (1974). "Rhegminornis restudies: a tiny Miocene turkey"
8. ↑  Rhegminornis calobates | BioLib.cz نسخة محفوظة 3 يناير 2019 على موقع واي باك مشين.